# Anophelepis telesphorus
Anophelepis telesphorus är en insektsart som beskrevs av John Obadiah Westwood 1859. Anophelepis telesphorus ingår i släktet Anophelepis och familjen Phasmatidae. Inga underarter finns listade i Catalogue of Life.